# 滿地可中華醫院

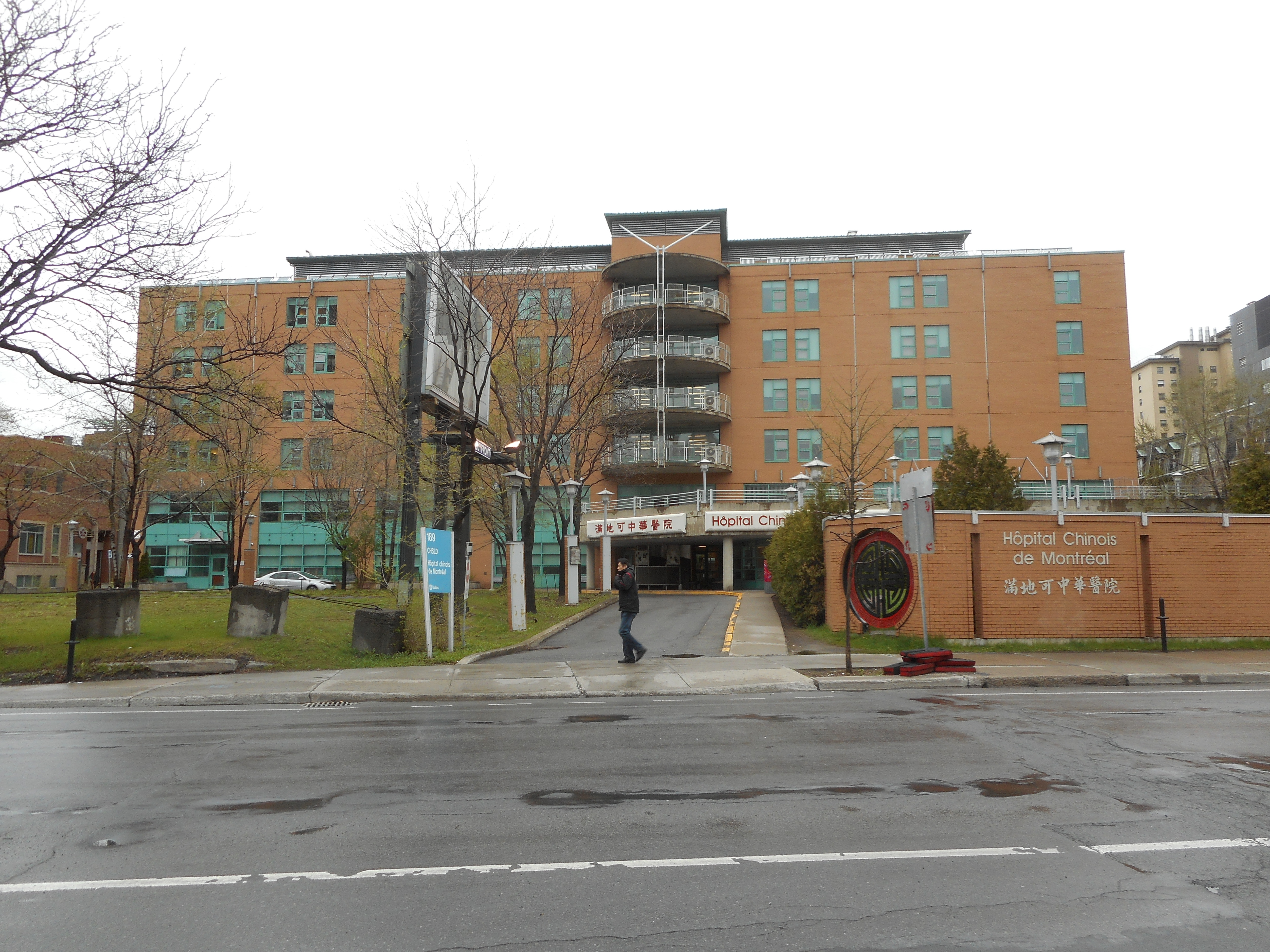
满地可中华医院

满地可中华医院是加拿大魁北克省蒙特利尔一间医院，坐落该市唐人街以东的维治东街（Avenue Viger Est）上。此医院现时主要提供长期护理服务，设有128个床位，並是加拿大唯一一间以华人为主要服务对象的医院。

## 历史
此医院的起源可追溯至1918年流感大流行期间，地利亚修女（Delia Tétreault）于满地可市家乐街（rue Clark）开办设有七个床位的临时收容所，照顾患病的华人。疫情过后，临时收容所关闭，而满地可中华会馆则于1919年购入丽高士车街（rue de la Gauchetière）112号一座犹太教堂，并将之改建成满地可中华医院，1920年开幕。
满地可市政府于1962年宣布丽高士车街大楼不适合作医院用途，满地可中华医院遂于翌年展开募捐运动，筹得100万加元兴建新院。坐落圣丹尼街（rue Saint-Denis）7500号的新医院大楼于1965年启用，设有65个床位。该院亦于1966年加盟魁北克医院联盟，经费自此由魁北克医疗保险局提供。该院于1980年代末计划搬迁到较接近唐人街的位置，项目获政府批准后该院再度在华人社区进行筹款活动，筹得220万加元兴建新院。新院坐落维治东街，1997年动工，1999年4月正式开幕。